# Santa Bárbara, San Miguel de Allende
Santa Bárbara är en ort i Mexiko.   Den ligger i kommunen San Miguel de Allende och delstaten Guanajuato, i den centrala delen av landet, 230 km nordväst om huvudstaden Mexico City. Santa Bárbara ligger 2 081 meter över havet och antalet invånare är 131.
Terrängen runt Santa Bárbara är platt åt nordväst, men åt sydost är den kuperad. Runt Santa Bárbara är det ganska tätbefolkat, med 124 invånare per kvadratkilometer. Närmaste större samhälle är San José Iturbide, 17,2 km öster om Santa Bárbara. Trakten runt Santa Bárbara består till största delen av jordbruksmark.